# Suez Canal Authority

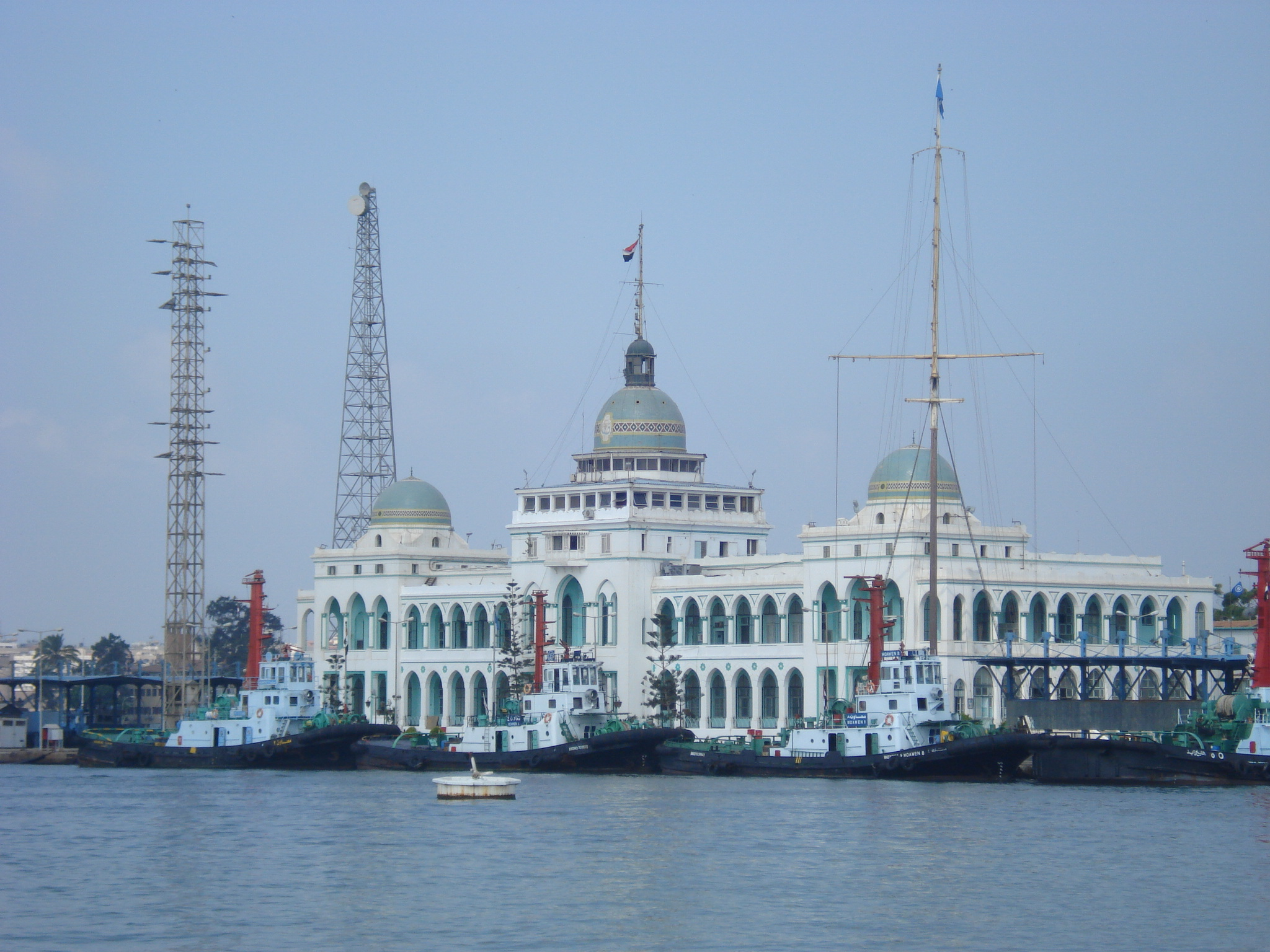
Gebäude der SCA in Port Said

Die Suez Canal Authority (SCA; arabisch هيئة قناة السويس, DMG Haiʾat Qanāt as-Suwais) ist Eigentümer, Verwalter und Betreiber des Suezkanals. Sie wurde durch das Nationalisierungsgesetz gegründet, das am 26. Juli 1956 durch den ägyptischen Präsidenten Gamal Abdel Nasser unterzeichnet wurde und mit dem das Vermögen der Suezkanalgesellschaft enteignet und auf die SCA übertragen wurde. Die SCA ist eine selbständige juristische Person. In deutscher Terminologie würde man sie als Anstalt des (ägyptischen) öffentlichen Rechts bezeichnen. Ihr Verwaltungssitz ist Ismailia. Der Verwaltungsrat (Board of Directors) besteht aus 13 Personen unter der Leitung des Chairman & Managing Directors. Seit dem 12. August 2019 ist dies Admiral Osama Mounier Rabie.
Die SCA ist Eigentümer des Suezkanals und aller dazugehörigen Grundstücke, Gebäude und Betriebsausrüstungen. Sie erlässt die Verkehrsvorschriften und legt die Gebührensätze für die Kanalbenutzung fest und erhebt diese Gebühren. Die Gebühren werden in SZR berechnet und in US-Dollar, Euro usw. erhoben. 2015 nahm sie rund 5,175 Milliarden US-Dollar für die Passage von 17.483 Schiffen ein. Sie ist für den Betrieb, die Sicherheit des Verkehrs und die Unterhaltung des Suezkanals und aller damit zusammenhängenden Aufgaben verantwortlich. Die SCA ist für das radar- und computergestützte Traffic Management, die 14 Lotsenstationen und die Lotsen verantwortlich. Sie betreibt seit 1996 das Maritime Training and Simulation Center mit einem Simulator für die Ausbildung und das Training der Lotsen.
Gemäß dem Nationalisierungsgesetz ist sie zwar selbständig, dabei jedoch an die Konvention von Konstantinopel vom 29. Oktober 1888 gebunden, die den Schiffen aller Nationen das Recht zur Kanalbenutzung zu gleichen Konditionen gewährt, wobei dies auch für Kriegsschiffe und auch zu Kriegszeiten für Schiffe kriegführender Parteien gilt. Sie betreibt etwa 60 Schiffe (u. a. Schlepper, Schwimmbagger, Schwimmkräne und diverse kleinere Wasserfahrzeuge).
Nach den Angaben auf der Website der SCA ist sie außerdem zuständig für
- 14 Fährübergänge mit 36 Fährschiffen;
- den Ahmed Hamdi Straßentunnel;
- die Werft Nile Shipyard;
- die Straßen entlang des Kanals;
- eine Seidenfarm in Serabium, wo geklärtes Abwasser für Farmzwecke verwendet wird;
- die Wasserwerke der Städte am Kanal;
- 12.000 Wohneinheiten für die Mitarbeiter;
- ein Krankenhaus in Ismailia und je ein Notfallkrankenhaus an den Kanalausgängen;
- verschiedene Schulen für 4.800 Schüler;
- diverse Sport- und Erholungseinrichtungen.